# Novi Karlovci
Novi Karlovci (en serbe cyrillique : Нови Карловци) est une localité de Serbie située dans la province autonome de Voïvodine. Elle fait partie de la municipalité d'Inđija dans le district de Syrmie (Srem). Au recensement de 2011, elle comptait 2 856 habitants.
Novi Karlovci, officiellement classé parmi les villages de Serbie, est une communauté locale, c'est-à-dire une subdivision administrative, de la municipalité d'Inđija.
L'économie de la ville repose principalement sur la culture de blé, de tournesol, de maïs et de betterave sucrière.

## Géographie

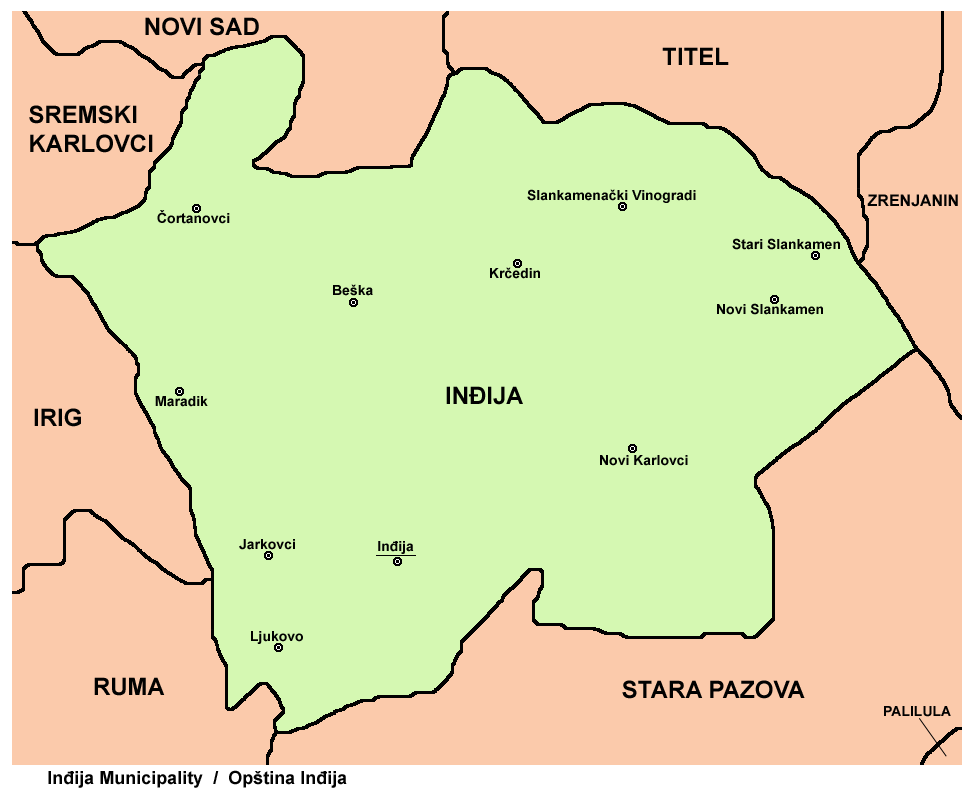
Localisation de Novi Karlovci dans la municipalité d'Inđija

Novi Karlovci se trouve dans la région de Syrmie, près de la rive droite du Danube. Le village est situé à proximité de la route européenne E75. 
Novi Karlovci se situe entre 90 et 120 mètres au dessus du niveau de la mer, le climat est continental.

## Histoire
En raison de sa faible population et du manque d'archives valides il est difficile de connaître avec certitude la date de création de cette ville. Novi Karlovci semble avoir été fondée au cours du XVIIIe siècle sous le royaume d'Autriche-Hongrie.

## Démographie

### Évolution historique de la population
| 1948  | 1953  | 1961  | 1971  | 1981  | 1991  | 2002  | 2011  |
| ----- | ----- | ----- | ----- | ----- | ----- | ----- | ----- |
| 3 202 | 3 299 | 3 427 | 3 060 | 3 050 | 2 947 | 3 036 | 2 856 |

|  |

### Données de 2002
Pyramide des âges (2002)
En 2002, l'âge moyen de la population était de 39,3 ans pour les hommes et 41,5 ans pour les femmes.
Répartition de la population par nationalités (2002)
En 2002, les Serbes représentaient 95,4 % de la population.

### Données de 2011
En 2011, l'âge moyen de la population était de 42,5 ans, 41,6 ans pour les hommes et 43,3 ans pour les femmes.

## Économie
L'économie de Novi Karlovci repose principalement sur l'agriculture, notamment de maïs, de tournesol, de blé ou encore de betteraves sucrières destinées à la production de sucre. Après la chute de la Yougoslavie et l'accélération de la mondialisation Novi Karlovci a vu son activité économique diminuer principalement a cause de l'exode rural.

## Tourisme
L'église de la Présentation-du-Christ-au-Temple de Novi Karlovci est inscrite sur la liste des monuments culturels protégés de la république de Serbie.